# Ерік Трамп
Ерік Фредерік Трамп (англ. Eric Frederick Trump; нар. 6 січня 1984, Мангеттен, Нью-Йорк) — американський бізнесмен і філантроп. Він є третьою дитиною і другим сином Президента США Дональда і Івани Трамп. Він є виконавчим віце-президентом з розвитку та поглинань у The Trump Organization, працює разом зі своїм братом Дональдом-молодшим і сестрою Іванкою. 
У 2006 році він заснував Eric Trump Foundation, яка збирає гроші на підтримку St. Jude Children's Research Hospital. Він також є власником Trump Winery.
Він вивчав фінанси та менеджмент у Джорджтаунському університеті. Одружений з листопада 2014 року.